# Transcendental Sky Guitar
Transcendental Sky Guitar е музикален проект на немския китарист Ули Джон Рот. Разписан е на различни места в периода 1998-2000 и е издаден през септември 2000. Посветен е на Моника Данеман (виж Улрих Рот, Личен живот).

## Състав
- Ули Джон Рот – китара, вокали
- Бари Спаркс – бас
- Дон Еъри – клавишни
- Шейн Галас – барабани
- Лиз Вандал – вокали на „Hiroshima“
- Стивън Бентли-Клейн – цигулка, виола, виолончело, трумпет